# سورن أندرسن (لاعب كرة قدم)
سورن أندرسن (بالدنماركية: Søren Andersen)‏ (16 يوليو 1937 بكوبنهاغن في الدنمارك - 16 يوليو 1960 في الدنمارك) هو لاعب كرة قدم دانمركي في مركز الهجوم. لعب مع بولدكلوبن فرم.